# Хронология вторжения России на Украину (август 2023)
Данная статья является частью хронологии широкомасштабного вторжения РФ на Украину и описывает события, произошедшие в августе 2023 года.

## Август

### 1 августа
Мэр Харькова Игорь Терехов 1 августа сообщил, что российские войска нанесли удары беспилотниками по Харькову и Харьковской области. 
По информации российской стороны, два корабля Черноморского флота РФ «Сергей Котов» и «Василий Быков» были атакованы украинскими надводными беспилотниками в 340 километрах к юго-западу от Севастополя. Согласно заявлению Минобороны РФ, все беспилотники были уничтожены. Патрульные корабли РФ находились в месте атаки для контроля навигации. Как отмечает Reuters, это нападение стало первым столкновением морских беспилотников Украины с ВМФ РФ в открытом море. 
Позже МО РФ сообщило об уничтожении кораблями ВМФ ещё трёх украинских полупогружных беспилотных катеров, атаковавших российские гражданские транспортные суда, которые направлялись к проливу Босфор.  

### 2 августа

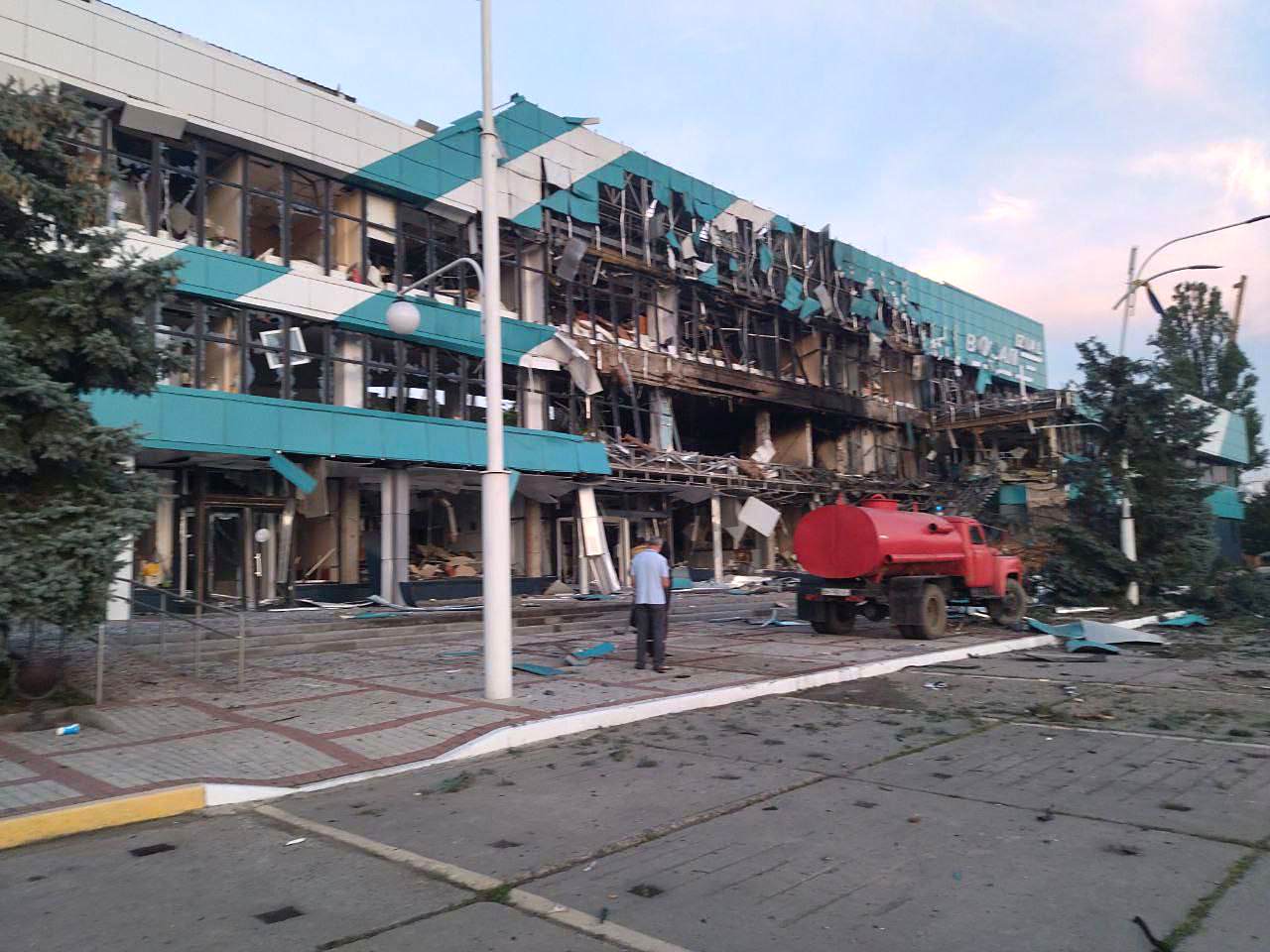
Измаильский морской вокзал после удара 2 августа

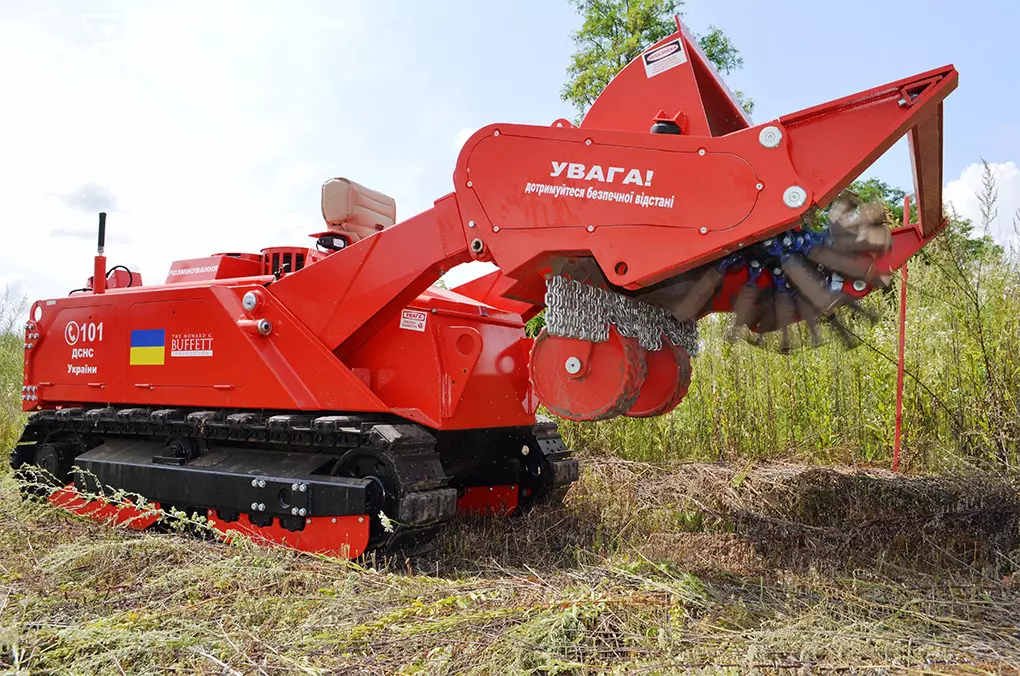
Машина для разминирования в Черниговской области

По информации главы Одесской областной администрации Олега Кипера, российские беспилотники нанесли удар по портам Украины на Дунае. В результате атаки возникли пожары, разрушены объекты промышленной и портовой инфраструктуры. Повреждены, среди прочего, морской вокзал и здание Дунайского пароходства в Измаиле. Сведений о пострадавших нет.
Ударные беспилотники были запущены и по Киеву: по данным местных властей, до города долетели около 10 беспилотников, но все они были сбиты. Обломки повредили административное здание, несколько нежилых помещений и дорожное покрытие.
Командующий ВДВ России Михаил Теплинский объявил о формировании двух новых полков ВДВ и воссоздании 104-й дивизии ВДВ до конца 2023 года.
Российские СМИ сообщили, что Минобороны России передало силам территориальной обороны Белгородской и Курской областей лёгкое вооружение и военные автомобили. Губернатор Белгородской области Вячеслав Гладков заявил, что российские власти предоставили каждому из восьми батальонов территориальной обороны его региона по пять автомобилей УАЗ, квадрокоптеры и противодронные ружья. Губернатор Курской области Роман Старовойт также сообщил, что первая партия оружия уже прибыла в Курскую область. Пресс-секретарь президента РФ Дмитрий Песков заявил, что Кремль выдал оружие силам теробороны Белгородской и Курской областей в связи с атаками на них со стороны Украины.
Российские источники утверждали, что российские войска смогли продвинуться до восточного берега реки Оскол в районе Калиново, что северо-восточнее Купянска. Минобороны России заявило, что подразделения Западной группировки войск, включая 1-ю гвардейскую танковую армию, заняли позиции северо-западнее от Сватово в районе Новосёловского и в районе лесного массива на Куземовском направлении. Российские военные блогеры также сообщали, что ВСУ накапливают силы на Сватовском и Купянском направлениях, готовясь к контратаке.
По данным Института изучения войны, основанным на геолоцированных снимках, видно, что российские войска незначительно продвинулись в районе Белогоровки, что южнее от Кременной. Пресс-секретарь ВС РФ Александр Савчук заявил, что российские подразделения захватили семь украинских опорных пунктов к северо-западу от Кременной вблизи Кармазиновки и Червонопоповки.
В Генштабе ВСУ сообщили, что украинские силы продолжают вести наступление к югу от Бахмута. Так, по их словам, российские войска отступили с позиций к югу от Андреевки. Российские источники сообщали, что украинские войска атаковали несколько российских позиций вдоль линии Андреевка-Курдюмовка и смогли продвинуться севернее Курдюмовки. Также, по словам источников, ситуация в Бахмуте стабилизировалась, российские и украинские войска ведут позиционные бои вблизи Клещиевки. По информации от некоторых других источников российские войска смогли успешно контратаковать к северу и западу от Клещиевки.
На границе Запорожской и Донецкой областей, по данным Генштаба ВСУ, российские войска безуспешно пытались восстановить утраченные позиции к востоку и западу от Старомайорского и к северу от Урожайного. Российские источники сообщали, что украинские войска удерживают северную часть Старомайорского, в то время как российские войска контролируют высоты и поля к югу от населённого пункта. Однако другие источники утверждали, что большая часть Старомайорского остаётся оспариваемой.
Губернатор Калужской области Владислав Шапша заявил, что российские силы ПВО сбили семь беспилотников на юго-западе региона, пострадавших и разрушений нет.

### 4 августа

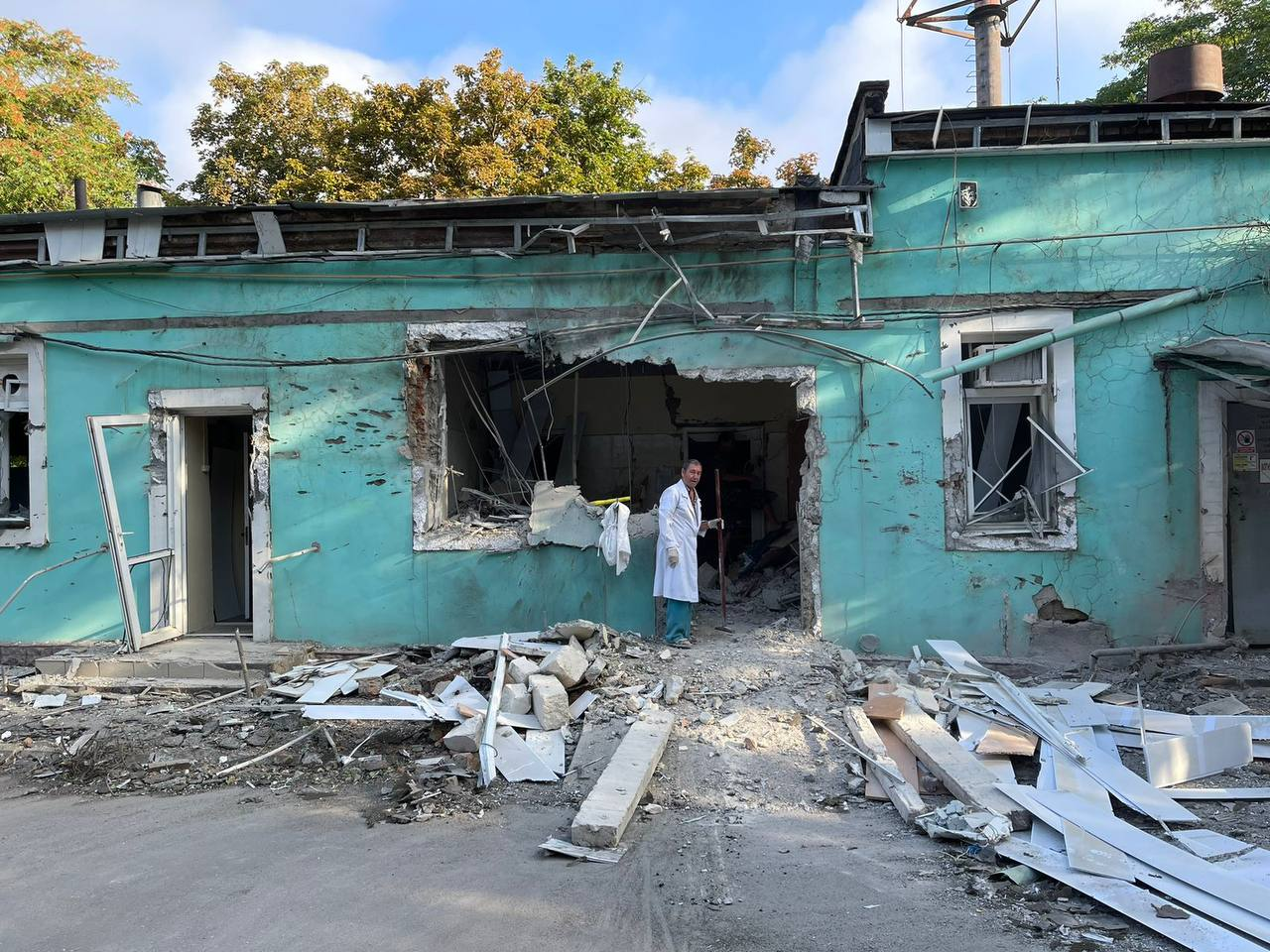
Больница в Херсоне после обстрела

Минобороны РФ сообщило об атаке украинских БПЛА на полуостров Крым. По данным военного ведомства, средствами российского ПВО были уничтожены десять беспилотников, а еще три были подавлены средствами РЭБ. Советник главы Крыма Олег Крючков утверждал, что в результате атаки все объекты были сбиты, повреждений и пострадавших нет. Другие источники сообщали о звуках взрывов в Феодосии.
Минобороны РФ сообщило о попытке ВСУ в ночь на 4 августа атаковать военно-морскую базу Новороссийска двумя безэкипажными катерами. По сообщению военного ведомства, катера были уничтожены силами Военно-морского флота. Утром 4 августа от российских военных блогеров стали поступать сообщения о том, что атакой был повреждён десантный корабль «Оленегорский горняк». Украинские источники подтвердили поражение корабля и заявили, что атака была совместной спецоперацией СБУ с ВМС Украины.
Президент России Владимир Путин подписал закон, который с 1 января 2024 года устанавливает в РФ возраст призыва граждан на военную службу с 18 до 30 лет. Кроме того, Путин подписал закон о запрете мобилизованным и призывникам на выезд за рубеж со дня направления им повестки, в том числе по месту работы или учебы.
Глава комитета по обороне Андрей Картаполов заявил, что законопроект об уголовном наказании за уклонение от мобилизации внесут в Госдуму осенью 2023 года. По словам Картаполова, уклонистов предлагается наказывать штрафом до 500 тысяч рублей или лишением свободы до пяти лет.
Reuters со ссылкой на правительственный документ сообщило, что Россия удвоила оборонные расходы на 2023 год до трети от всех запланированных расходов бюджета. По данным издания, всего Россия за первые шесть месяцев 2023 года потратила 14,97 триллиона рублей, из которых на военные нужды были выделены 5,59 триллиона рублей — больше 37 % от всех расходов за полгода. 
Российские источники сообщают, что российские войска на Сватово-Купянском направлении ведут наступление в сторону Новосёловского, в сторону реки Оскол, а также к северу от Сватово. Российский блогер Михаил Звинчук заявил, что российские войска 3 августа наступали в лесном массиве в районе Новосёловского, а 4 августа российские войска смогли прорвать украинские позиции к северу от этого населенного пункта. Замминистра обороны Украины Анна Маляр сообщила, что российские войска активизировали наступательные действия на Купянском, Лиманском и Сватовском направлениях и что украинские силы отразили все атаки ВС РФ на этих направлениях.
Российский блогер Семён Пегов заявил, что российские войска вышли на восточную окраину Белогоровки в Луганской области, а МО РФ заявило, что российские войска заняли более выгодные позиции вблизи этого посёлка. Российское новостное издание Readovka написало, что российские войска продвигались к югу и юго-востоку от посёлка Диброва. Михаил Звинчук тоже сообщил, что на направлении Кременной российские войска продвинулись в лесном массиве к югу от Дибровы.
Анна Маляр сообщала, что украинские войска продолжают наступать на южных флангах Бахмута. Российские источники утверждали, что по состоянию на 4 августа ситуация на Бахмутском направлении не изменилась и что бои продолжаются в районах Клещиевки и Берховского водохранилища. Российские источники давали противоречивые сведения по статусу контроля над Клещиевкой. Так, один российский источник заявлял, что украинские войска продвигаются в районе села на 20 метров в сутки и что его южная часть находится под контролем Украины. Другой российский источник утверждал, что небольшие украинские группы удерживают позиции на окраине Клещиевки и не ведут атаки на российские позиции в этом районе.
Российские источники также давали противоречивые сведения по статусу села Старомайорского на границе Запорожской и Донецкой областей. Одни источники сообщали, что в Старомайорском украинских сил нет, а другие — что украинские силы смогли продвинуться вглубь села, а находившиеся рядом российские подразделения отступили в укрепрайон возле Старомлыновки.
В украинском Генштабе сообщили, что украинские силы продолжают наступление на Мелитопольском направлении. Российские источники в своих заявлениях отмечали, что темпы украинского контрнаступления на Ореховском направлении продолжают снижаться третий день подряд. Один из источников также утверждал, что 4 августа украинские войска смогли продвинуться к востоку от Работино в направлении Вербового.

### 5 августа
В Саудовской Аравии в городе Джидда 5 августа начались двухдневные переговоры о мирном урегулировании войны в Украине. По сообщениям новостного издания Reuters, Украина на встрече должна представить «формулу мира», предложенную Владимиром Зеленским.
Вечером, по словам Владимира Зеленского, российской управляемой авиабомбой был разрушен центр переливания крови в Купянске (Харьковская область). По данным местных властей, погибли 2 человека и ранены 4.

### 6 августа

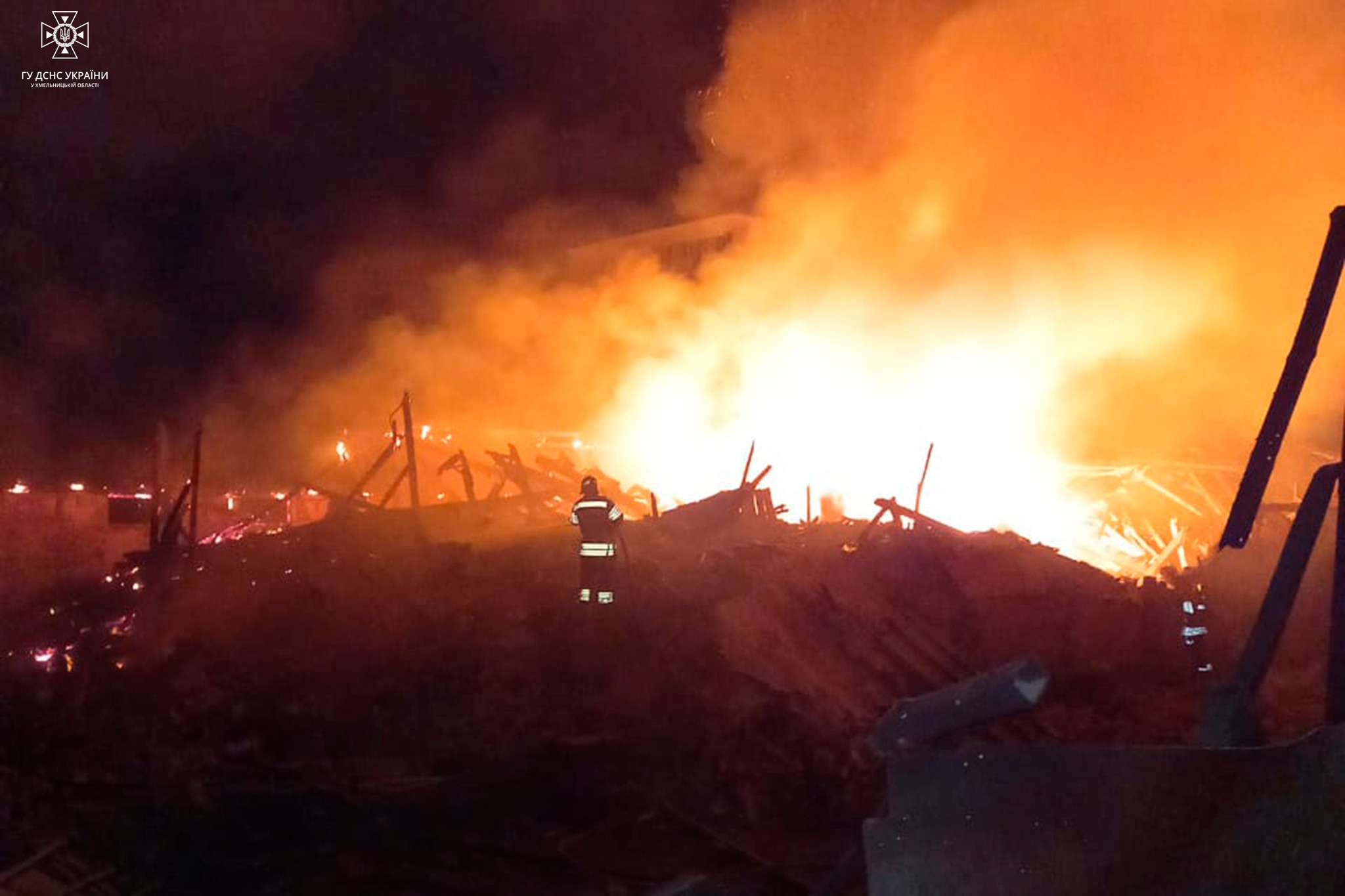
Пожар на Староконстантиновском элеваторе после ракетной атаки

По сообщению Воздушных сил ВСУ, в ночь на 6 августа российские войска нанесли несколько волн ударов по территории Украины: в первой волне было выпущено 14 крылатых ракет «Калибр» и три ракеты Х-47 «Кинжал», в следующей волне войска РФ атаковали 27 ударными дронами, а также шестью крылатыми ракетами «Калибр» и 20 крылатыми ракетами Х-101/Х-555. Командование Воздушных сил ВСУ сообщило, что силы украинской ПВО уничтожили 17 крылатых ракет «Калибр», 13 крылатых ракет Х-101/Х-555 и 27 ударных БПЛА «Шахед-136/131».
По данным украинских военных, российская атака была нацелена в первую очередь на аэродром в Староконстантинове Хмельницкой области. Возник пожар на городском элеваторе, ранен его сотрудник, погиб спасатель. Пострадало также предприятие «Мотор Сич» в Запорожье. Минобороны РФ заявило о поражении авиационных баз в районе Староконстантинова и Дубно Ровненской области.
Кроме того, российские войска обстреливали Харьков, Днепропетровскую, Запорожскую и Сумскую области.
Глава ДНР Денис Пушилин сообщил, что в ночь на 6 августа в центре Донецка в результате обстрела ВСУ загорелось здание первого корпуса Донецкого национального университета экономики и торговли. Также власти ДНР завили, что данный удар был нанесён силами Украины c применением кассетных боеприпасов.
Мэр Москвы Сергей Собянин заявил, что утром 6 августа город пытался атаковать беспилотник. Об уничтожении беспилотника отчиталось Минобороны РФ. По данным ведомства, ВСУ намеревались атаковать дроном объекты в Московской области, но он был уничтожен средствами ПВО на территории Подольского района.
6 августа украинские войска нанесли очередной ракетный удар по Чонгарским мостам, соединяющих Крым и Херсонскую область.
На мирной конференции в Джидде дипломаты из 42 стран, включая США, Японию, Южную Корею, Южную Африку, Великобританию, Индию и Китай, согласовали принципы будущих мирных переговоров между Украиной и Россией, которые должны основываться на принципах международного права, таких как уважение суверенитета и территориальной целостности Украины. Сообщается, что китайские дипломаты вновь представили мирный план Китая из 12 пунктов с февраля 2023 года, который раскритиковали европейские делегации, отметив, что безоговорочное прекращение огня, по китайскому мирному плану, приведет к замороженному конфликту, что в свою очередь позволит России укрепить свой контроль над оккупированными украинскими территориями. The Wall Street Journal сообщил, что большинство стран, присутствовавших на конференции, включая Китай, согласились повторно провести встречу в ближайшем будущем и в аналогичном формате, который также не будет включать российскую делегацию.

### 7 августа

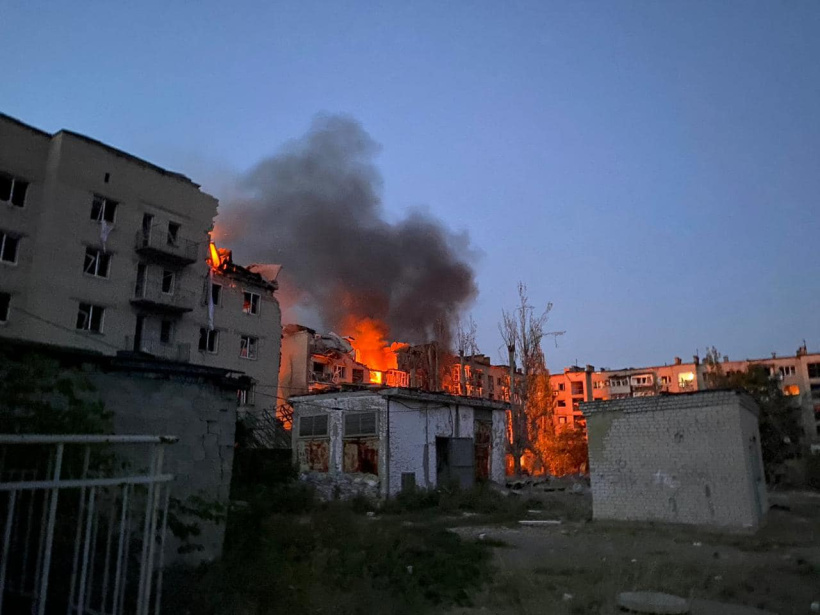
Дома в Покровске после ракетного удара

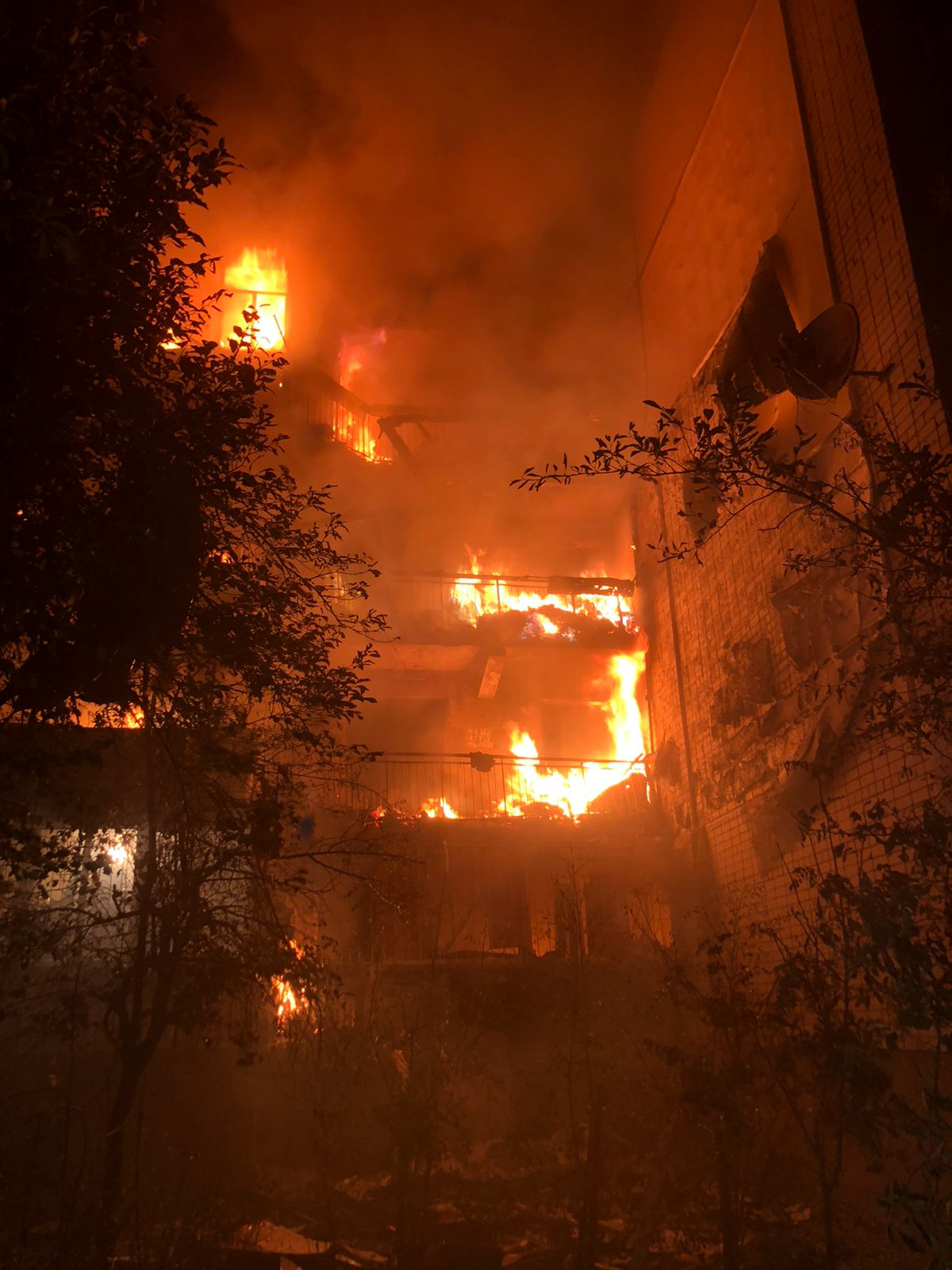
Девятиэтажный дом в Херсоне после обстрела

Губернатор Калужской области Владислав Шапша сообщил, что над Ферзиковским районом ПВО был уничтожен беспилотник авиационного типа.
Вечером российская армия ударила двумя ракетами по Покровску (Донецкая область). По данным местных властей, пострадали два многоэтажных и частные дома, гостиница, заведения питания, магазины и административные здания. 10 человек погибли и более 80 ранены. Пострадало много сотрудников полиции и ГСЧС, которые прибыли на место первого взрыва и попали под вторую атаку.
В результате российского обстрела центра Херсона загорелся девятиэтажный дом. Один человек погиб, несколько пострадали.
Белоруссия начала военные учения в Гродненской области, недалеко от Сувалкского коридора, который связывает Литву, Латвию и Эстонию с остальной частью альянса НАТО, и отделяет Белоруссию от Калининградской области. Министерство обороны Белоруссии заявило, что учения основаны на опыте российско-украинского конфликта и включают использование беспилотников, а также тесное взаимодействие танковых и мотострелковых подразделений с подразделениями других родов войск. 

### 8 августа
Многочисленные российские источники, в том числе Минобороны России, утверждали, что подразделения 6-й общевойсковой армии продвинулись к востоку и к северо-востоку от Купянска в районе Первомайского и Ольшан соответственно. Российские источники также утверждали, что российские войска оттеснили украинские силы от Лимана Первого и заняли их позиции. Российские военные блогеры отмечают, что целью российских наступательных операций на Купянском направлении является оттягивание украинских сил с других участков фронта в район Купянска.
Российский блогер Семён Пегов заявил, что российские войска на Сватовском направлении начали закрепляться на позициях в Новосёловском. Пегов также утверждал, что российские войска вели наступление вблизи Белогоровки и Торского, но не уточнял результата. Генеральный штаб Украины и глава Луганской области Артем Лысогор сообщили, что российские войска безуспешно атаковали украинские позиции к югу от Новосёловского. Другие российские источники сообщали о продвижении украинских сил в направлении Кармазиновки, но по их данным российские войска по-прежнему контролируют высоты возле населенного пункта.
Российские источники сообщали, что на Бахмутском направлении российские войска провели контратаку под Клещеевкой и вытеснили украинские силы с нескольких неуказанных позиций. Также они утверждали, что Клещиевка полностью находится под контролем ВС РФ. Генштаб Украины, в свою очередь, сообщил, что атаки российских войск на позиции ВСУ в районах Клещиевки, Андреевки и Курдюмовки были отражены.
Несколько российских источников, в том числе командир батальона «Восток» (114-я омсбр) Александр Ходаковский утверждали, что украинские силы в Донецкой области пересекли реку Мокрые Ялы и провели безуспешную атаку на северную окраину Урожайного.
По сообщениям источников из России, в Запорожской области украинские силы с бронетехникой и танковой поддержкой вели наступлении на российские позиции на северной окраине Работино. Российский блогер Михаил Звинчук утверждал, что утром 8 августа украинским силам удалось занять северную окраину населённого пункта, но позже в тот же день российские войска вытеснили украинские силы с этих позиций. Также источниками сообщается, что на Ореховском направлении ситуация спокойная и стабильная, идут позиционные бои.
Ряд российских источников давал информацию, что украинские войска высадились на восточном берегу Днепра возле населённого пункта Казачьи Лагери и смогли прорвать российские оборонительные рубежи, продвинувшись на глубину до 800 метров. Источниками отмечалось, что российское командование недавно передислоцировало подразделения личного состава российских ВДВ из района Казачьих Лагерей в Запорожскую область и заменило их мобилизованными бойцами, тем самым ослабив оборону российских войск в этом районе. К концу дня 8 августа многие российские источники обновили свои данные, сообщив, что российские силы сохраняют контроль над Казачьими Лагерями, оттеснив украинские войска к береговой линии.

### 9 августа

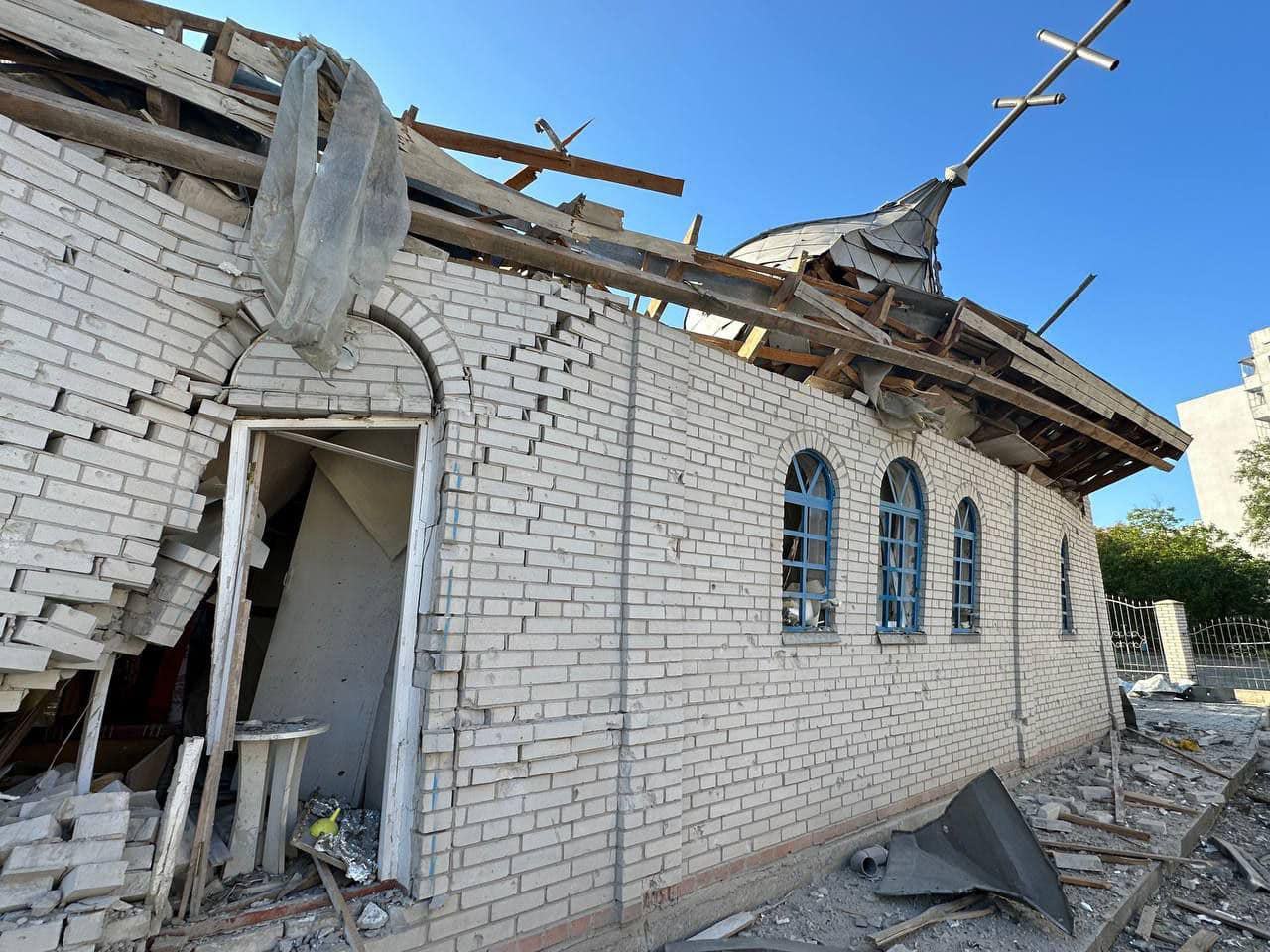
Разрушенная церковь в Запорожье

Министерство обороны России заявило о сбитии средствами ПВО двух беспилотных летательных аппаратов над территорией Московской области, охарактеризовав произошедшее как предотвращение теракта. Мэр Москвы Сергей Собянин уточнил, что один самолёт был сбит в районе Домодедово недалеко от международного аэропорта, а другой — в районе Минского шоссе.
Вечером российская армия нанесла ракетный удар по Запорожью. Погибли три человека и пострадали девять, разрушена церковь и торговые точки.
Глава ДНР Денис Пушилин заявил, что в результате обстрела Донецка было повреждено двухэтажное здание и погибли три человека, в том числе ребёнок. По информации российских официальных лиц, в результате украинского обстрела села Трудовое Запорожской области были убиты четыре мирных жителя и двое ранены.
Губернатор Белгородской области Вячеслав Гладков заявил, что в результате обстрела посёлка Горьковский, находящегося недалеко от границы с Украиной, был убит один человек. 
Российский лётчик Максим Кузьминов перегнал вертолёт Ми-8 на авиабазу ВВСУ, двое членов экипажа вертолёта были убиты.

### 10 августа

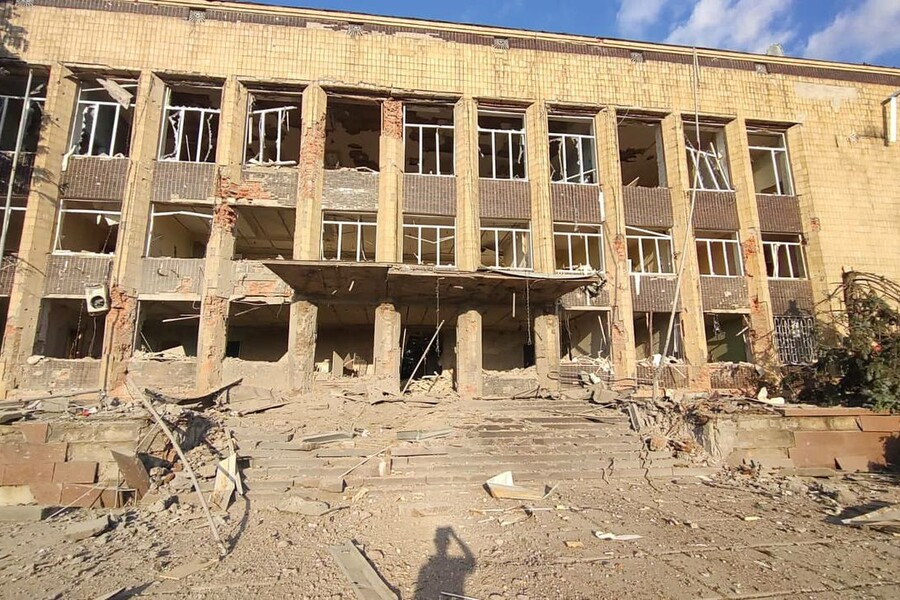
Купянский городской совет после бомбардировки

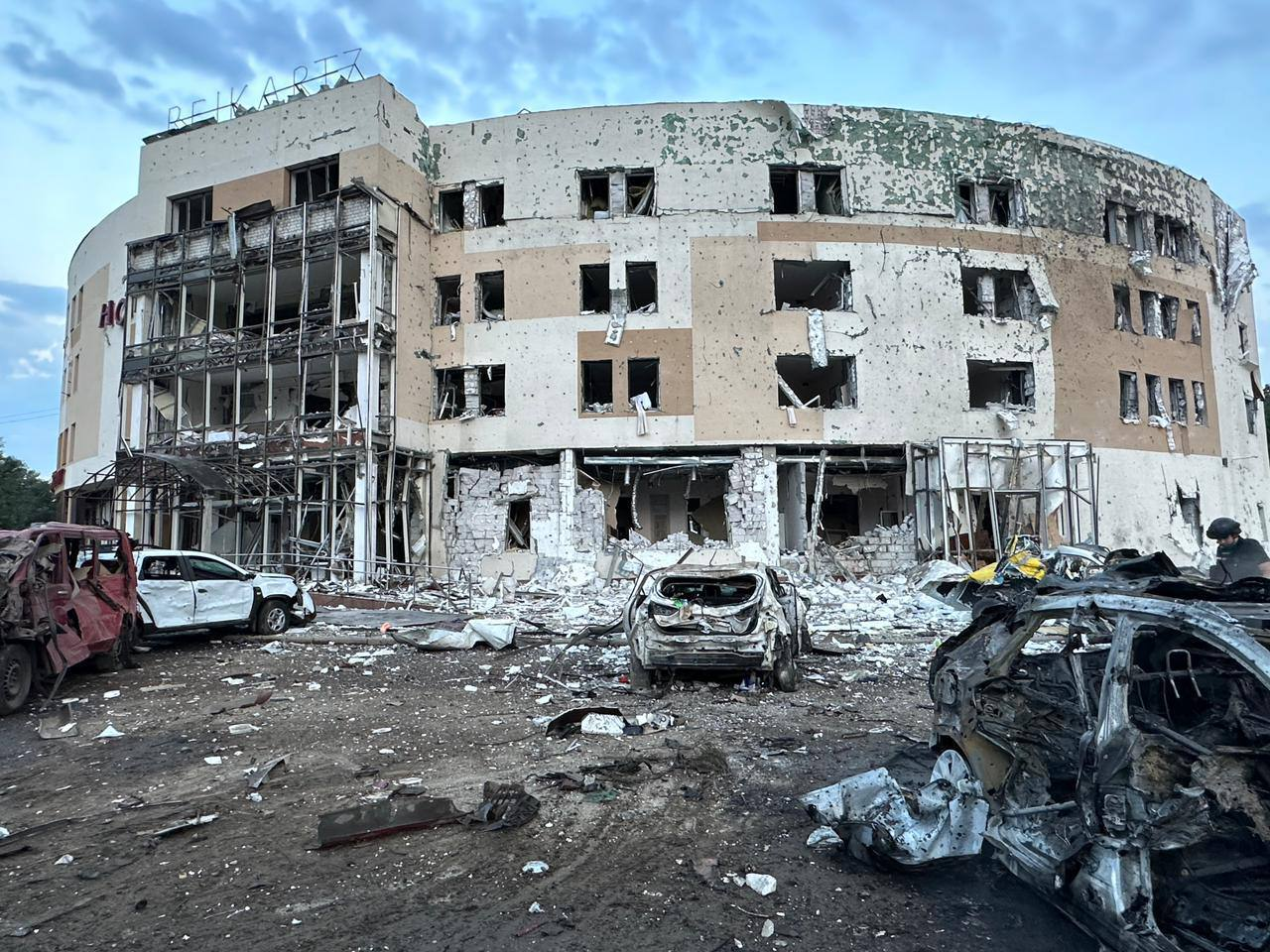
Гостиница в Запорожье после ракетного удара

Власти Украины объявили обязательную эвакуацию жителей 37 населённых пунктов Купянского района Харьковской области, расположенных по левому берегу реки Оскол, в связи с наступлением российской армии (в частности, взятием Новосёловского и сообщениями о взятии ещё нескольких сёл) и усилившимися обстрелами в этом районе. Линия фронта проходит примерно в 10 километрах от Купянска (левобережная часть которого тоже подлежит эвакуации). По информации главы Харьковской областной администрации Олега Синегубова, покинуть места жительства должны около 11 тысяч человек.
Российской бомбардировкой Купянска повреждён дом и здание городского совета. Кроме того, было обстреляно село Кондрашовка Купянского района; ранены два человека.
Вечером российская армия ударила ракетами по гостинице в Запорожье, в которой часто останавливались сотрудники ООН. Один человек погиб и 16 ранены. Обстрел осудила гуманитарный координатор ООН на Украине Дениз Браун, команда которой использовала гостиницу при поездках в город. Российские СМИ заявили, что в гостинице была база ВСУ.
Губернатор Брянской области Александр Богомаз в соцсетях сообщил об артиллерийских ударах по селу Чаусы со стороны Украины, в результате которых погибли два человека. Как уточняют российские источники, под обстрел попала ферма, в которую попали четыре артиллерийских снаряда. Погиб 50-летний заведующий фермой; ещё один 55-летний сотрудник умер в больнице от многочисленных осколочных ранений. 
Российские источники сообщили, что российские войска перехватили инициативу на Купянском направлении и ведут наступление в районах Синьковки, Ольшан и Лимана Первого. Представитель Западной группировки ВС РФ Сергей Зыбинский заявил, что российские подразделения 6-й общевойсковой армии захватили пять украинских опорных пунктов северо-западнее Купянска в районе Ольшан. Ряд российских источников также сообщает о российском продвижении на украинские позиции в районе Синьковки, Каменки, Двуречной и Масютовки. Спикер Восточной группы войск Украины полковник Сергей Череватый заявил, что российские войска пытаются перехватить инициативу на Купянском направлении, но, по его словам, украинские силы в последние дни значительно укрепили оборону на этом участке.
По данным Института изучения войны, основанным на геолоцированных снимках, видно, что российские войска смогли продвинуться к югу от Кременной. Российские источники сообщают, что ВС РФ прорвали первые линии обороны Украины под Кременной, продвинулись на расстояние до 2 км вглубь украинской обороны и захватили неустановленное количество украинских опорных пунктов и тактически значимых высот. ИИВ в свою очередь утверждал, что его аналитики не наблюдают визуального подтверждения утверждений российских источников.
Российские источники сообщали, что на Бахмутском направлении войска ВСУ провели безуспешные атаки в районах Клещиевки и Андреевки, также сообщалось об успешной российской контратаке против украинских сил в районах этих населённых пунктов, в результате которых ВС РФ вытесняли оттуда украинские силы. Источниками из России отмечается, что интенсивность боевых действий на Бахмутском направлении остается высокой. Генштаб Украины сообщил, что российские войска вели безуспешные атаки в районах Дружбы, на окраинах Клещиевки и вблизи Богдановки.
Институт изучения войны, основываясь на геолоцированных снимках, сообщает, что украинские войска на востоке Запорожской области пересекли реку Мокрые Ялы и продвинулись на юго-западную окраину Урожайного. Генштаб Украины сообщил, что украинские силы частично продвинулись к югу и юго-востоку от Старомайорского и в направлении Урожайного. Российский батальон «Восток» (114 омсбр), обороняющийся в районе Урожайного, заявил, что вечером 9 августа украинские войска продвинулись ближе к позициям в населенном пункте, где батальон «Восток» держит оборону.
Российский военный блогер Михаил Звинчук заявил, что украинские войска продвинулись к линии российской обороны вблизи Работино и Новопокровки. Российский новостной агрегатор Readovka 9 августа сообщал, что в районе Пятихаток и Работино продолжаются позиционные бои без видимых продвижений, но 10 августа другие российские источники утверждали, что украинские войска вели наступление на позиции российских войск в районе Пятихаток и Жеребянок. 
По сообщению главы Ровненской областной военной администрации Виталия Коваля, в результате удара российских беспилотников была разрушена нефтебаза в Дублинском районе. 

### 11 августа
11 августа российские телеграм-каналы сообщили о взрыве беспилотника в Москве в районе Карамышевской набережной. Позднее информацию о БПЛА подтвердил мэр Москвы Сергей Собянин, по его словам беспилотник был ликвидирован средствами ПВО.
Командование ВВС Украины сообщило о пусках аэробаллистических ракет Х-47М2 «Кинжал» с МиГ-31К в направлении Киевской области. Мэр Киева Виталий Кличко сообщил о взрывах в городе; по его данным, обломки ракеты упали на территорию одной из детских больниц. Начальник военной администрации Киева Сергей Попко уточнил, что обломки ракет упали в Днепровском и Оболонском районах, в том числе в жилом массиве. 
По сообщению главы Ивано-Франковской области Светланы Онищук, утром российские войска нанесли по области ракетный удар. По данным командования ВВС Украины, было выпущено 4 аэробаллистических ракеты «Кинжал» по району аэродрома Коломыя. Одна ракета, как сообщается, была сбита над Киевской областью, а остальные ударили около аэродрома, повредив объекты гражданской инфраструктуры. Одна ракета попала в жилой сектор — по данным Офиса генпрокурора Украины, на территорию частного дома (где жила семья с тремя детьми) в Коломыйском районе. Погиб восьмилетний мальчик. 

### 12 августа
Пресс-служба Минобороны России заявила, что в ночь на 12 августа 20 беспилотников атаковали Крым. Согласно данным минобороны, четырнадцать БПЛА были уничтожены средствами ПВО, шесть — подавлены средствами радиоэлектронной борьбы, разрушений и пострадавших нет. 
12 августа ВСУ дважды атаковали Крымский мост. По словам главы Крыма Сергея Аксенова, во время первой атаки были сбиты две ракеты, во время второй — еще одна. В Минобороны РФ сообщают, что российские военные сбили две зенитные управляемые ракеты С-200, переделанные в ударный вариант. В военном ведомстве заявили, что ракеты были перехвачены в воздухе, разрушений и пострадавших нет.  

### 13 августа
Утром российские войска совершили массированный обстрел Херсонской области. Глава МВД Украины Игорь Клименко сообщил о 7 погибших и 13 раненых. Пять человек погибли в селе Широкая Балка: муж, жена, их новорожденная дочь, 12-летний сын (умер в больнице) и ещё один местный житель. Кроме того, в результате обстрела села Станислав погибли священник и ещё один человек. В Бериславе на больницу было сброшено взрывное устройство с беспилотника. В области объявлен день траура.
Минобороны России заявило, что российский патрульный корабль «Василий Быков» принудительно остановил сухогруз, шедший под флагом Палау, после того, как судно не отреагировало на требования о досмотре. Российские войска вели предупредительный огонь из стрелкового оружия вблизи гражданского судна, после чего на судно сел вертолет Ка-29 с группой российских военнослужащих. Министерство обороны России заявило, что российский персонал провёл инспекцию, а затем разрешил гражданскому судну продолжить движение по маршруту в порт Измаил.
Представитель Западной группировки ВС РФ Сергей Зыбинский заявил, что подразделения 6-й общевойсковой армии продвигаются северо-восточнее Купянска в районе Ольшан. Бывший министр внутренних дел ЛНР Виталий Киселёв сообщил, что российские войска продвигаются на левом берегу реки Оскол и находятся не более чем в пяти километрах от Купянска. Генштаб Украины, в свою очередь, сообщал о безуспешных российских атаках к северо-востоку от Синьковки, к северу от Кисловки и к юго-востоку от Андреевки. Российские источники отмечают, что российские войска медленно продвигаются на Купянском направлении, но для прорыва обороны им потребуется подкрепление, которого российское командование для переброски на это направление не имеет.
Российские источники утверждали, что на Бахмутском направлении украинские силы атаковали российские позиции к северу и западу от Клещиевки, однако по информации от других источников, украинские войска 13 августа вели массированный артиллерийский обстрел российских позиций на линии Курдюмовка-Озаряновка без проведения наземных операций.
По сообщениям российских источников, бойцы 83-й воздушно-десантной бригады во время контратаки отбили часть южной Клещиевки, но отмечается, что украинские силы всё ещё удерживают юго-западную Клещиевку. Также источники сообщали, что российские войска контратаковали в направлениях Берховки и Курдюмовки. Генштаб Украины сообщил, что российские войска на Бахмутском направлении провели безуспешные контратаки в населённых пунктах к северу и юго-западу от Бахмута.
Военные блогеры 12 и 13 августа сообщали об усиленном украинском наступлении на село Урожайное. Несколько российских блогеров утверждали, что российские войска ушли из Урожайного 12 августа, но 13 августа большинство военных блогеров опровергли эти утверждения и заявили, что российские войска удерживают позиции на юге села, в то время как остальная часть населенного пункта остаётся оспариваемой. По данным Института изучения войны, основанным на геолоцированных снимках, видно, что часть российских войск двигалась из Урожайного в направлении села Завитне Бажання.
Источники из России сообщали о продолжающихся тяжёлых боях в районе Работино. Также сообщалось, что украинские войска захватили некоторые позиции в 3 км к востоку и северо-западу от этого села. Украинский Генштаб сообщал, что российские войска безуспешно пытались восстановить утраченные позиции на западе Запорожской области в районе Работино.
Российские источники сообщали, что украинские силы по состоянию на 13 августа сохраняют присутствие к западу от Казачьих Лагерей. Российские источники также утверждали, что на восточном берегу в районе Антоновского моста, где российские войска работают над зачисткой дачного участка от украинских войск, продолжаются ожесточённые бои.

### 14 августа

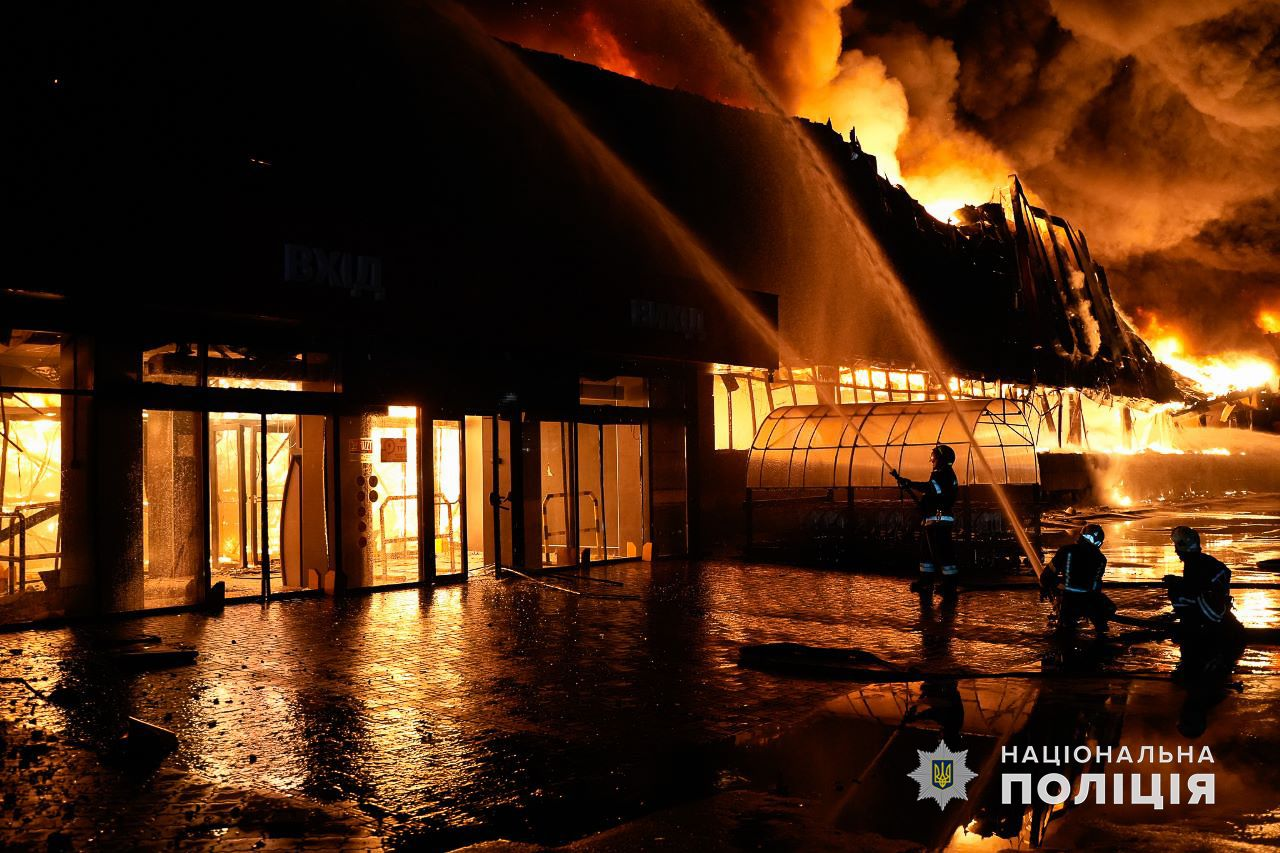
Супермаркет в Одессе после обстрела в ночь на 14 августа

В ночь на 14 августа российская армия вновь нанесла удар по Одессе. По данным местных властей и украинских военных, сначала из  Приморско-Ахтарска было запущено 15 беспилотников-камикадзе «Шахед-136/131», а потом российский фрегат в районе Ялты выпустил 8 крылатых ракет «Калибр». Как сообщается, все ракеты и беспилотники были сбиты, но из-за падения обломков сгорел супермаркет Fozzy (где пострадали трое сотрудников) и повреждено общежитие одного из вузов. Всего, по оценке мэрии, обломками и взрывной волной повреждены свыше 200 зданий.

### 15 августа

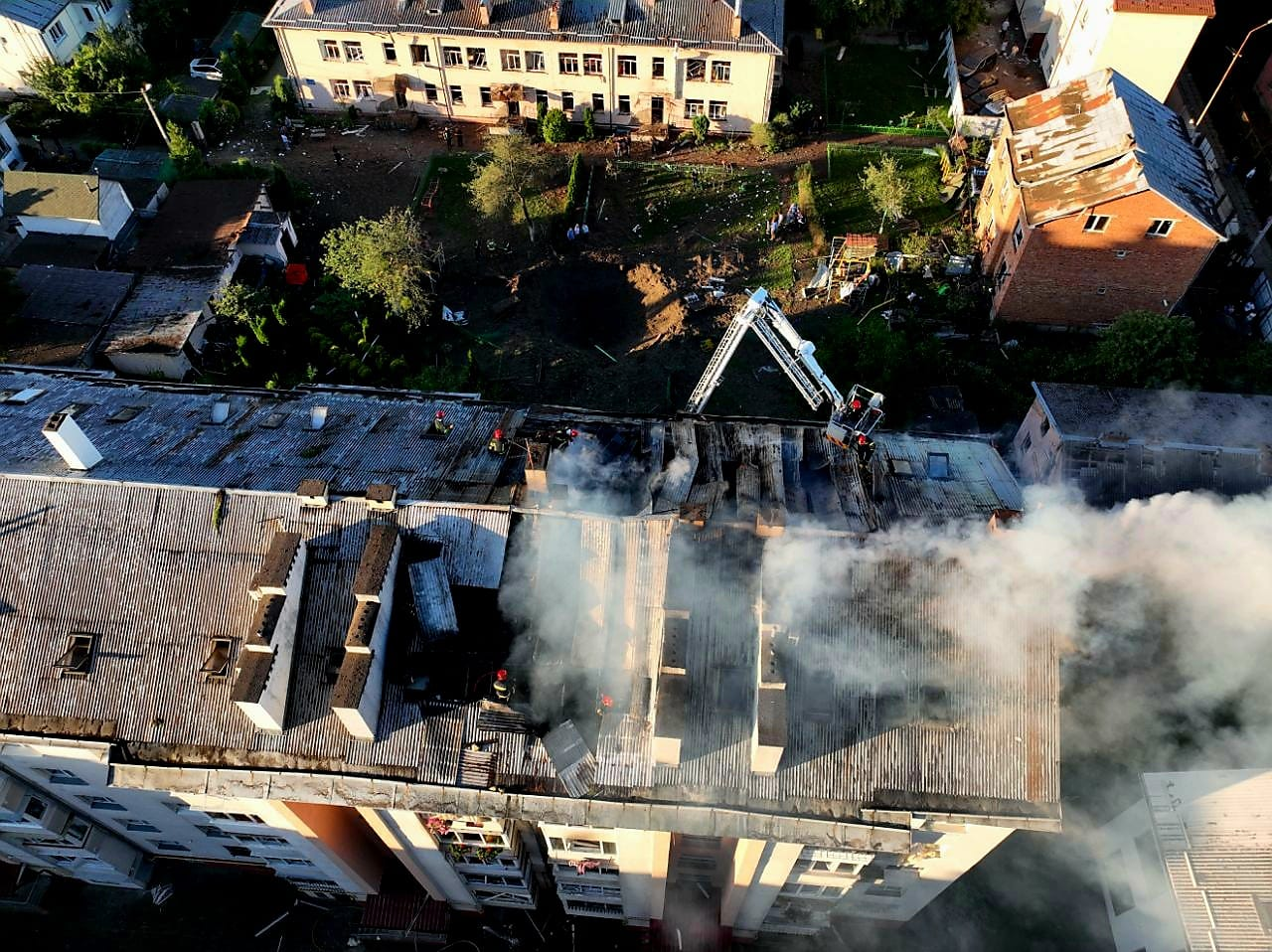
Пострадавший дом во Львове

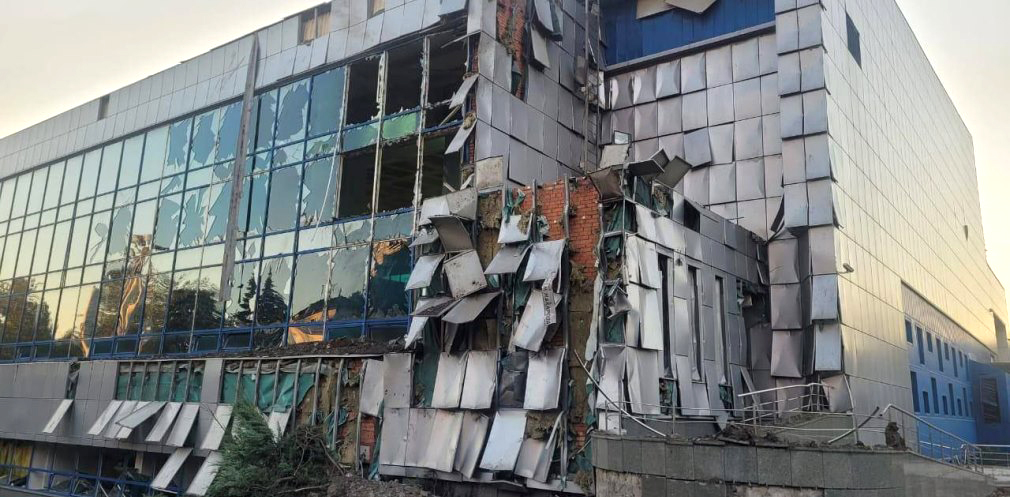
Дворец водных видов спорта в городе Днепр после обстрела

В ночь на 15 августа российские войска совершили массированный ракетный обстрел Украины. Премьер-министр Денис Шмыгаль заявил, что в результате воздушных атак пострадали 8 регионов. Было задействовано не менее 28 крылатых ракет.
Львовские СМИ заявили о крупнейшей воздушной атаке на область с начала войны. По словам губернатора Львовской области Максима Козицкого, ПВО смогли сбить лишь одну ракету и 6 из них достигли целей. Во Львове разрушено 20 домов, повреждено несколько зданий (в том числе детский сад), пострадало 15 человек. Есть разрушения и в нескольких сёлах Львовской области. В Луцке пострадал подшипниковый завод. В Днепре повреждены промышленное предприятие и спортивный объект. В Краматорске, по данным Офиса генпрокурора Украины, от обстрела сгорел склад. В Смеле (Черкасская область), по данным местных властей, одна ракета попала по территории частного предприятия, а другая — медицинского учреждения. Погибли два человека в Краматорске и три (сотрудники шведской компании SKF) — в Луцке.

### 16 августа

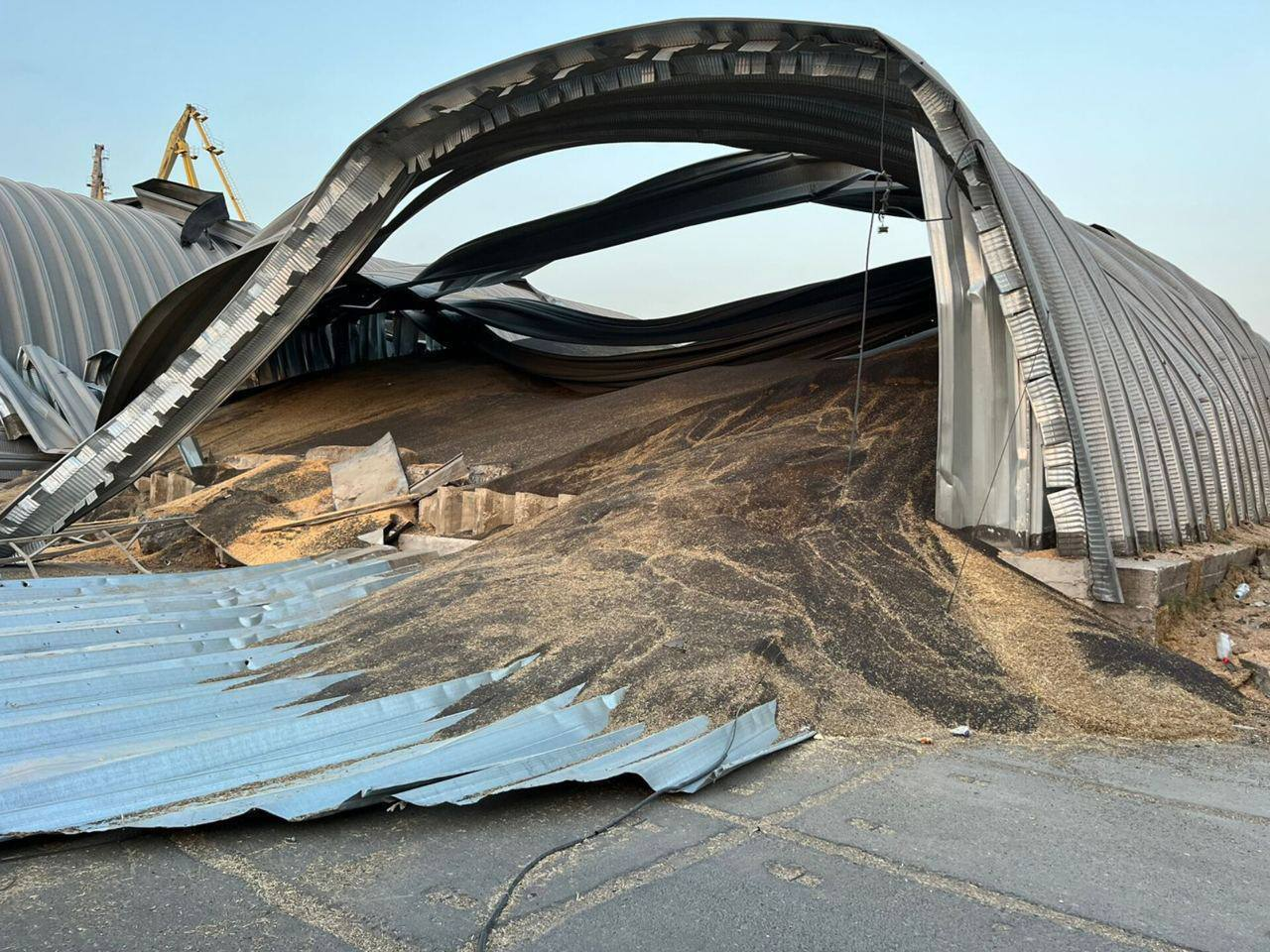
Зернохранилище в Рени после атаки

По сообщению Минобороны РФ, Украина в 5 часов утра при помощи трёх БПЛА атаковала здания в Калужской области. Все беспилотники были сбиты. По информации губернатора Калужской области Владислава Шапши, инциденты произошли на юге региона, население и инфраструктура не пострадали. 
По информации властей Одесской области, ночью Россия дважды атаковала беспилотниками объекты зерновой и портовой инфраструктуры на юге области. Воздушные силы ВСУ заявили, что над Одесской и Николаевской областями удалось сбить 13 иранских беспилотников (сколько их было запущено, не сообщается). Пострадал речной порт Рени на Дунае. Повреждены зернохранилища и складские помещения; на опубликованных Олегом Кипером изображениях последствий атак видны разрушенные стены хранилищ в порту, а также груды рассыпанной сельхозпродукции. По словам Владимира Зеленского, это седьмая за последний месяц атака портов Украины.
Командующий Сухопутными войсками Украины Александр Сырский отметил сложности из-за наступления на город Купянск штурмовых частей российских войск, которые, по его словам, планируют блокировать, а затем и захватить город. В свою очередь, Россия сообщила о небольших успехах на данном направлении.
Глава украинской мониторинговой группы по санкциям и свободе судоходства Андрей Клименко заявил 16 августа, что украинскими властями будут реализованы планы по созданию альтернативного зернового коридора без участия России. В ВМС Украины сообщили о создании временных морских маршрутов для гражданских судов, следующих в украинские порты и выходящих из них.
Член Совета Федерации России Андрей Клишас заявил, что российскими сенаторами были предложены поправки в законы «О СМИ» и «Об информации, информационных технологиях и о защите информации», запрещающие распространение информации о расположении и передвижении российских войск, военной инфраструктуры.
Депутат Госдумы России Виктор Соболев сообщил, что МО РФ отстранило Сергея Суровикина от участия в командовании российскими войсками в Украине. Соболев добавил, что возвращение Суровикина в военное командование станет возможным если у него не будет выявлено серьёзных нарушений, но его возвращение зависит от решения президента России Владимира Путина.
По сообщениям российских источников, войска ВС РФ смогли продвинуться на Купянском направлении в районе Синьковки. Генштаб Украины в свою очередь утверждал, что ВСУ отбили российские атаки вблизи Синьковки, а также в районах Ольшан и Петропавловки. 
На Бахмутском направлении интенсивность боевых действий значительно снизилась по сравнению с последними месяцами, сообщил 16 августа ряд российских источников. Также по сообщениям источников из России, российские войска установили полный контроль над Клещиевкой и смогли продвинуться вблизи Ягодного, однако в Институте изучения войны заявили, что их аналитики не имеют визуального подтверждения этих заявлений. В украинском Генштабе сообщили, что ВСУ ведут наступательные действия к югу от Бахмута и что в этом районе всё ещё продолжаются тяжёлые бои. 
Замминистра обороны Украины Анна Маляр и Генштаб Украины сообщили, что украинские войска установили контроль над Урожайным, а бойцы 35-й бригады морской пехоты Украины опубликовали кадры, на которых они поднимают украинский флаг в центре Урожайного. Источник, связанный с батальоном «Восток» (114-я омсбр), заявил, что украинские войска ведут наступление восточнее Урожайного в районе Керменчика. Российские источники в свою очередь утверждали, что войска ВС РФ ещё удерживают южную часть Урожайного, где до сих пор продолжаются ожесточённые бои.
По данным Института изучения войны, основанным на геолоцированных снимках, видно, что украинские войска продвинулись северо-восточнее Работино. По сообщениям российских источников, украинские войска провели атаки к северу и северо-востоку от Работино, а также в направлении Вербового. Также российские источники утверждали, что контроль над северной частью Работино остаётся оспариваемым.
Российский военный блогер Михаил Звинчук заявил, что российские войска вытеснили из Козачьих Лагерей украинские войска. Другими российскими источниками также утверждалось, что российские войска полностью очистили левый берег Днепра от украинских сил.

### 19 августа
В ночь на 19 августа российская армия атаковала Украину беспилотниками-камикадзе. По данным Воздушных сил ВСУ, было запущено 17 беспилотников «Шахед-136/131», из которых 15 были сбиты. По данным местных властей, в Хмельницкой области повреждены 30 домов и ранены два человека. В Житомирской области обломки сбитого дрона, запущенного по инфраструктурному объекту, вызвали пожар; жертв не было.
Российская армия нанесла ракетный удар по Черниговскому областному музыкально-драматическому театру, где проходила выставка производителей дронов. По данным МВД Украины, 7 человек (в том числе 6-летний ребёнок) погибли и 156 (среди которых не менее 15 детей) пострадали. 19—21 августа в городе объявлены днями траура.
Утром украинский беспилотник атаковал военный аэродром в Сольцах Новгородской области. Минобороны России сообщило о повреждении одного самолёта. По данным OSINT-расследователей, сгорел стратегический бомбардировщик Ту-22М3. По данным из телеграм-каналов, взорвались как минимум два самолёта, а уцелевшие перемещаются на авиабазу Оленья. Спутниковая съёмка показала следы пожара на месте одного из самолётов Ту-22М3 (остальные девять, находившиеся на авиабазе ранее, оттуда исчезли).

### 20 августа
По данных местных властей, украинским беспилотником повреждён железнодорожный вокзал в Курске. В Москве, по словам мэра Сергея Собянина, из-за попытки пролёта беспилотника временно не принимали рейсы Внуково и Домодедово.
Украина и Нидерланды договорились о том, что после завершения обучения украинских пилотов Нидерланды передадут Украине 42 истребителя F-16. В этот же день власти Дании сообщили, что передадут Украине 19 таких же самолётов.

### 21 августа
По данным телеграм-каналов, на аэродроме в Калужской области упал беспилотник-камикадзе, повредив неиспользуемый самолёт. В Главном управлении разведки Минобороны Украины подтвердили атаку военного аэродрома «Шайковка». Кроме того, российские власти заявили о двух сбитых беспилотниках в Московской области и двух — в Белгородской.

### 22 августа
Власти Украины эвакуируют гражданское население из Купянска, который повторно пытаются занять Вооружённые силы РФ. По информации мэра города, в Купянске остаётся 6 тысяч, в его окрестностях — 11 800 человек. 2 тысячи человек уже подписали документы о том, что они не хотят покидать город и не будут возлагать ответственность за последствия на городскую администрацию. 
Министерство обороны РФ заявило, что в районе газодобывающих объектов, контролируемых Россией, самолёт Су-30 Черноморского флота уничтожил украинское военное судно. Главное управление разведки Министерства обороны Украины подтвердило факт боевого столкновения украинских катеров с российским самолётом вблизи «вышек Бойко», опубликовав видео столкновения, однако опровергло уничтожение украинского судна, заявив, что российская ракета не достигла цели и упала в воду, а сам российский самолёт был повреждён ракетой, запущенной с катера в ответ. 
Минобороны РФ также заявило об уничтожении двух БПЛА в Брянской области, ещё двух — в Московской. Из-за инцидентов временно прекращалось авиасообщение московских аэропортов. Мэр Москвы Сергей Собянин заявил, что беспилотники были уничтожены в Московской области в районе Красногорска и Часцов. По информации местных властей, пострадали минимум два человека.

### 23 августа

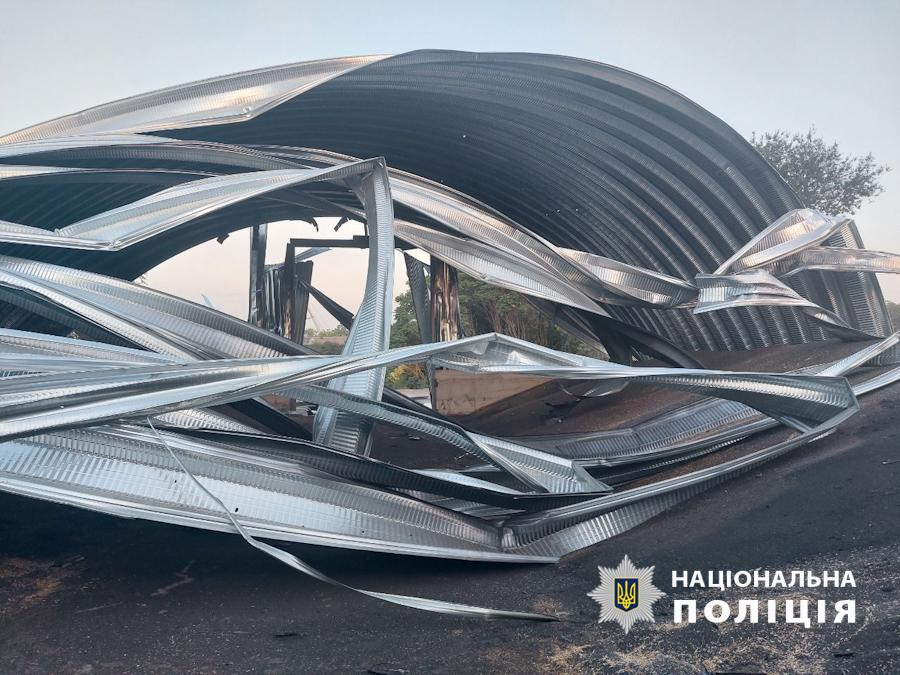
Разрушенное зернохранилище в Одесской области

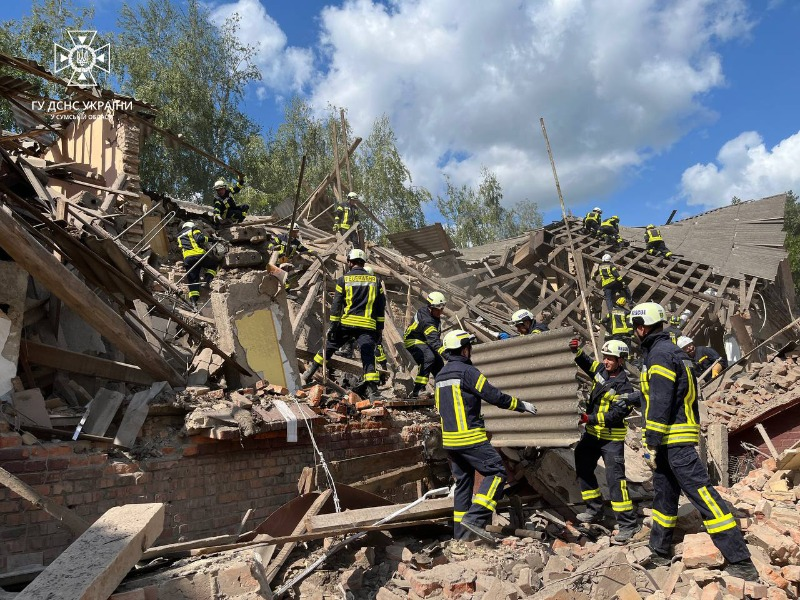
Разрушенная школа в Ромнах (Сумская область)

Российская атака Украины беспилотниками: по данным украинских военных, было запущено 20 беспилотников, из которых 11 удалось сбить. Атакой повреждён порт Измаила в Одесской области на Дунае. Украинские власти сообщили о повреждении нескольких зерновых терминалов, складов и грузовой инфраструктуры. Уничтожено 13 тысяч тонн зерна, предназначенного для Египта и Румынии. Это стало восьмой атакой портовой инфраструктуры Украины, совершённой Россией после своего выхода из зерновой сделки. Всего этими атаками, по данным Украины, уничтожено 270 тысяч тонн зерна.
В Сумской области ударом российского беспилотника уничтожена школа в городе Ромны. Погибли четверо её сотрудников.
В Москва-Сити в строящееся здание врезался беспилотник (пострадавших не было). На подлёте к Москве, по словам мэра Сергея Собянина, были сбиты ещё два беспилотника. Московские аэропорты временно прекращали приём и отправку рейсов.
Главное управление разведки Минобороны Украины заявило об уничтожении в Крыму, на мысе Тарханкут, системы ПВО большого и среднего радиуса действия С-400.
Около села Куженкино в Тверской области разбился самолёт Евгения Пригожина. Погибли все 10 человек, находившиеся на борту.

### 24 августа

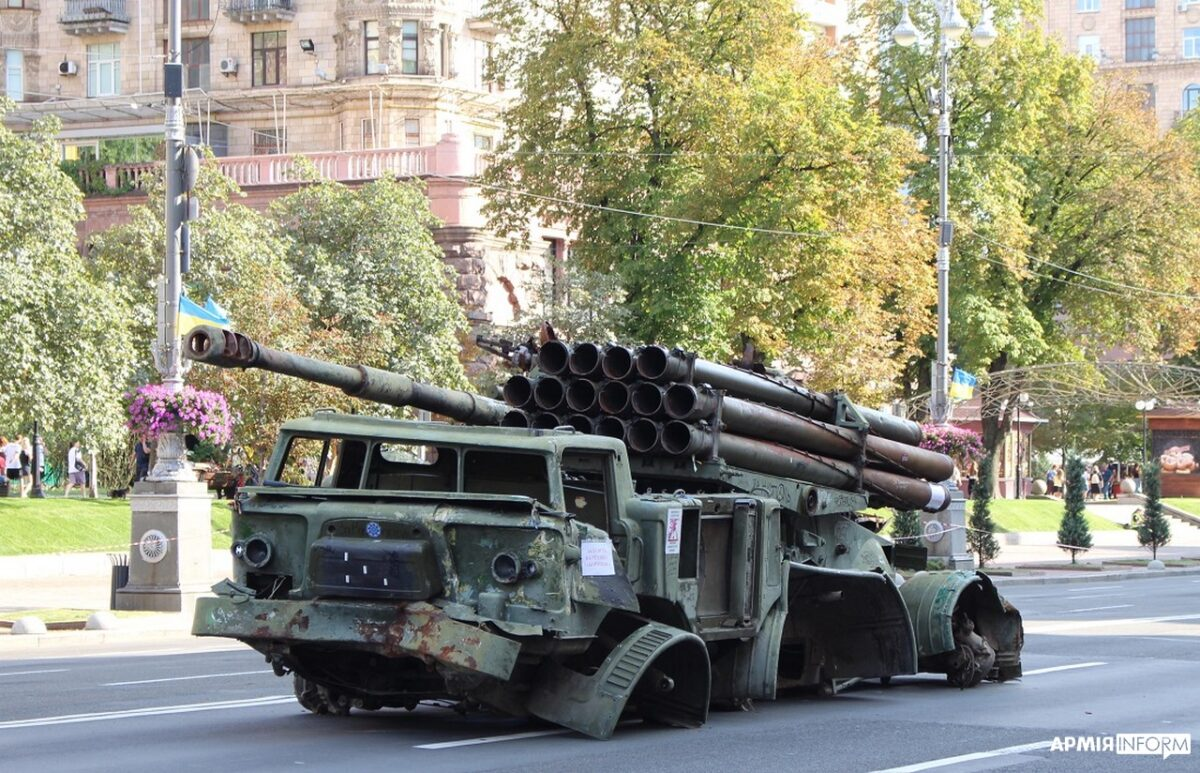
Выставка разбитой российской техники на Крещатике ко Дню независимости Украины

На крымском мысе Тарханкут произошёл бой. Главное управление разведки Минобороны Украины заявило о высадке и возвращении своих подразделений.
Российская армия нанесла ракетный удар по городу Днепр. Частично разрушено здание автовокзала и соседние строения, повреждены жилые дома, машины, водо- и газопровод, а также контактная сеть троллейбусов. Пострадали 10 человек.
По словам премьер-министра и МИД Великобритании, ракетоносец Черноморского флота России выпустил две ракеты «Калибр» по гражданскому грузовому судну под флагом Либерии, находившемуся в Чёрном море, но атака была отбита украинской ПВО.

### 25 августа
Министерство обороны России сообщило об атаке беспилотников на Крым. По заявлению военного ведомства, всего было запущено 42 БПЛА, 9 из которых были уничтожены средствами ПВО, а 33 – подавлены средствами РЭБ. Министерство также сообщило о модифицированной ракете комплекса С-200, которая была обнаружена и уничтожена ПВО над Калужской областью.

### 27 августа

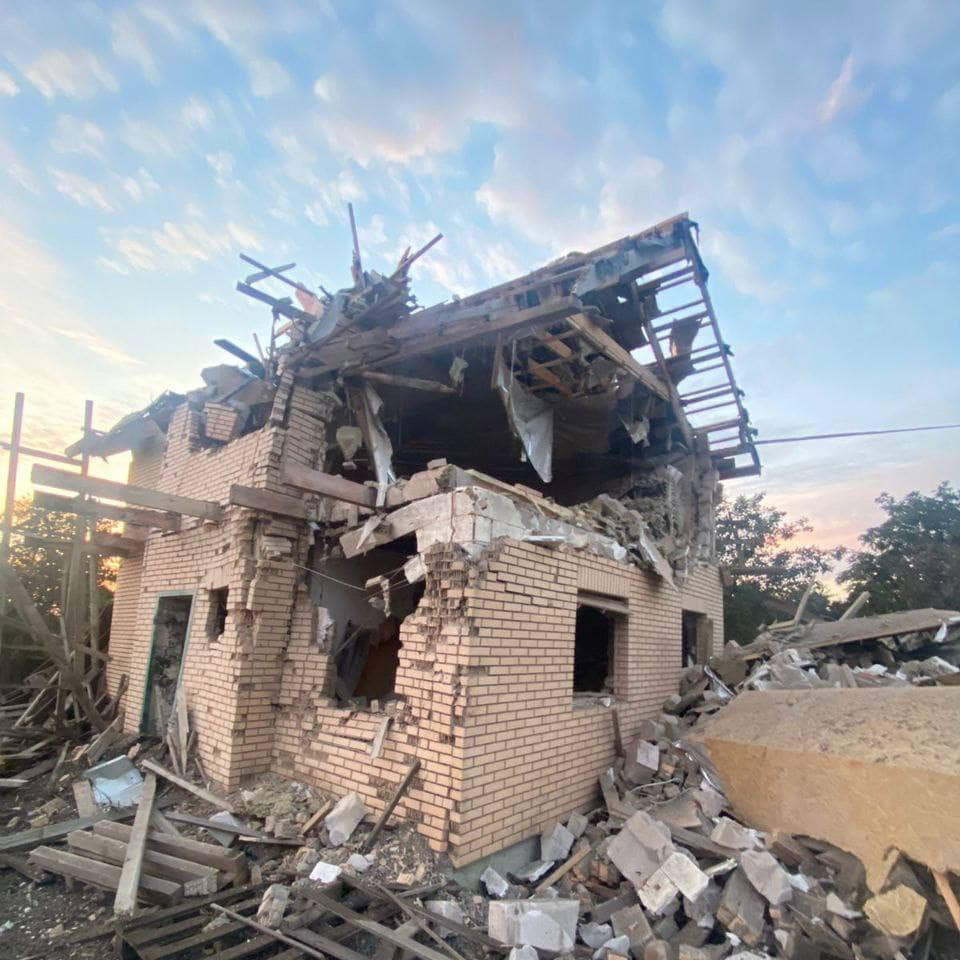
Дом в селе Руликов Киевской области, повреждённый обломками ракеты

Командование Воздушных сил ВСУ сообщило, что в ночь на 27 августа были сбиты 4 российские крылатые ракеты. Обломки повредили 10 домов в селе Руликов Киевской области, пострадали два человека. Минобороны РФ заявило об ударе по аэродрому около села Пинчуки.

### 28 августа

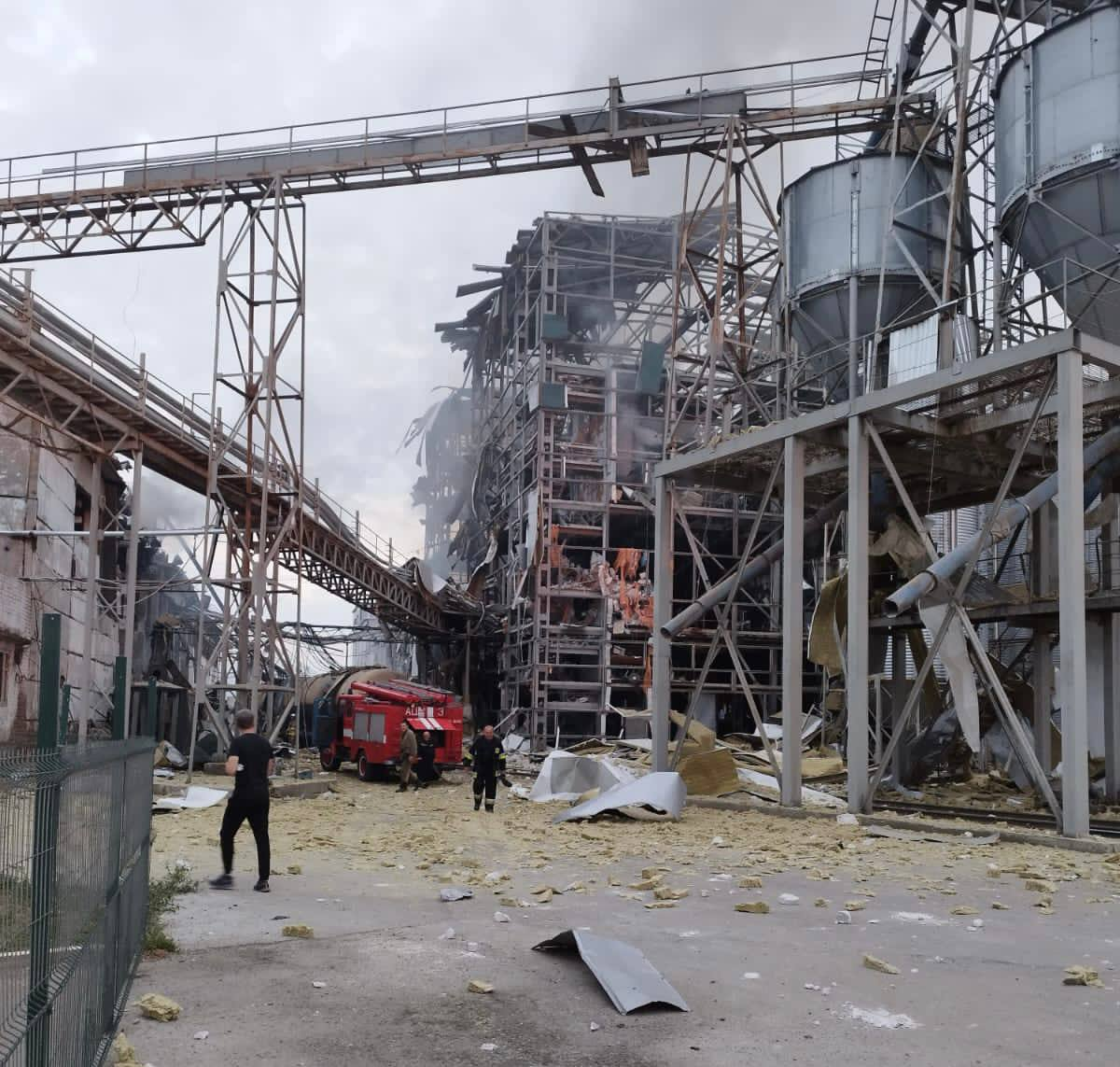
Маслобойня в посёлке Гоголево Полтавской области после ракетного удара

По данным украинских властей, в ночь на 28 августа российская армия запустила по Украине 4 крылатые ракеты «Калибр» и две управляемые авиационные ракеты Х-59. Обе ракеты Х-59 и две ракеты «Калибр», как сообщается, удалось сбить. Остальные ракеты разрушили маслобойню в посёлке Гоголево Полтавской области. 4 человека погибли и 5 пострадали.
Министерство обороны Украины объявило об освобождении села Работино Запорожской области (фактически, вероятно, освобождённого ещё к 23 августа).
Министерство обороны России заявило, что средствами ПВО над водами Чёрного моря вблизи Крыма была сбита украинская крылатая ракета.
В тот же день официальные лица сообщили о сбитии в Люберецком районе Московской области, к юго-востоку от столицы, БПЛА, летевшего в сторону Москвы. Росавиация сообщила о временных ограничениях в работе трёх столичных аэропортов, которые позже вернулись к нормальной работе. Министерство обороны России заявило, что беспилотники, скорее всего, исследуют противовоздушную оборону Москвы с разных сторон.
Минобороны РФ заявили, что российские войска отразили семь атак 82-й десантно-штурмовой и 46-й бригад ВСУ в районе Работино и Вербового.

### 29 августа
Минобороны России сообщило о первом случае перехвата силами ПВО украинской противокорабельной ракеты «Нептун». 
Губернатор Брянской области Александр Богомаз заявил, что ВСУ обстреляли приграничное село Климово из реактивных систем залпового огня. В результате ракетного удара погибли два мирных жителя.
В Гуляйполе и соседних населённых пунктах Запорожской области власти Украины объявили обязательную эвакуацию детей и людей с ограниченной подвижностью.

### 30 августа
В ночь на 30 августа был нанесён массовый удар беспилотниками по объектам Центральной России и Крыма. По данным российского министерства обороны, сбиты три беспилотника в Брянской области, два — в Рязанской и по одному — в Московской, Калужской и Орловской (глава Орловской области сообщил о двух сбитых дронах, а глава Калужской — о двух упавших). По данным брянских властей и СМИ, беспилотники пытались атаковать местную телевышку и нефтебазу «Дружба». Один беспилотник упал на брянский завод «Кремний ЭЛ» (крупный производитель военной микроэлектроники), возник пожар. В здании управления Следственного комитета по Брянской области была повреждена крыша и выбиты окна. Российские власти Крыма сообщили об отражении атак беспилотников в районе Севастопольской бухты.
Той же ночью около 23:30 ряд взрывов раздался в Псковском аэропорту, где дислоцируется 334-й военно-транспортный полк. Сообщается, что его атаковали 10-20 беспилотников. ТАСС, ссылаясь на экстренные службы, заявило о повреждении 4 военно-транспортных самолётов Ил-76. Украинская разведка заявила об уничтожении 4 и повреждении 2 самолётов.

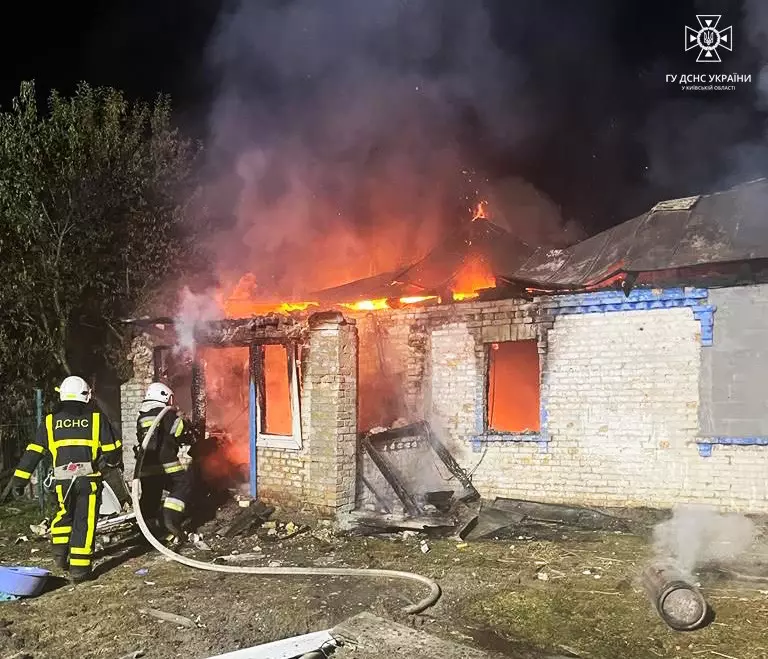
Пострадавший дом в Киевской области

Той же ночью российская армия совершила самую масштабную с весны атаку Киева беспилотниками и ракетами. По словам главнокомандующего ВСУ Валерия Залужного, были сбиты все 28 запущенных по Украине крылатых ракет и 15 из 16 ударных беспилотников. Падающими обломками повреждены жилые дома в Киевской области и гипермаркет в Киеве. Погибли два охранника одного из предприятий, несколько человек ранены.
Российские источники заявили, что в ходе операции на Чёрном море российский самолёт уничтожил четыре украинских катера, на которых находилось около 50 военных, однако Силы специальных операций Украины назвали заявление фейком.